# Alphonsea
Alphonsea is een geslacht uit de familie Annonaceae. Het geslacht telt achtendertig soorten die voorkomen in Zuid-Azië, Zuidoost-Azië, Nieuw-Guinea en Zuidwest-China.

## Soorten
- Alphonsea annulata Leerat. & Chalermglin
- Alphonsea boniana Finet & Gagnep.
- Alphonsea borneensis I.M.Turner
- Alphonsea curtisii King
- Alphonsea cylindrica King
- Alphonsea elliptica Hook.f. & Thomson
- Alphonsea gaudichaudiana (Baill.) Finet & Gagnep.
- Alphonsea glandulosa Y.H.Tan & B.Xue
- Alphonsea hainanensis Merr. & Chun
- Alphonsea havilandii P.J.A.Kessler
- Alphonsea hortensis H.Huber
- Alphonsea isthmicola I.M.Turner & Utteridge
- Alphonsea javanica Scheff.
- Alphonsea johorensis J.Sinclair
- Alphonsea keithii Ridl.
- Alphonsea kinabaluensis J.Sinclair
- Alphonsea kingii J.Sinclair
- Alphonsea longicarpa Leerat. & Chalermglin
- Alphonsea lucida King
- Alphonsea lutea (Roxb.) Hook.f. & Thomson
- Alphonsea maingayi Hook.f. & Thomson
- Alphonsea malayana P.J.A.Kessler
- Alphonsea mollis Dunn
- Alphonsea monogyna Merr. & Chun
- Alphonsea orthopetala H.Okada
- Alphonsea ovata (Scheff.) J.Sinclair
- Alphonsea pallida Craib
- Alphonsea papuasica Diels
- Alphonsea philastreana (Pierre) Pierre ex Finet & Gagnep.
- Alphonsea phuwuaensis Leerat. & Chalermglin
- Alphonsea rugosa I.M.Turner & Utteridge
- Alphonsea siamensis P.J.A.Kessler
- Alphonsea sonlaensis Bân
- Alphonsea squamosa Finet & Gagnep.
- Alphonsea stenogyna (Diels) J.Sinclair
- Alphonsea tonquinensis Aug.DC.
- Alphonsea tsangyanensis P.T.Li
- Alphonsea ventricosa (Roxb.) Hook.f. & Thomson
- Alphonsea zeylanica Hook.f. & Thomson